# U20-Eishockeynationalmannschaft der Vereinigten Staaten
Die U20-Eishockeynationalmannschaft der Vereinigten Staaten vertritt den Eishockeyverband der USA im Eishockey in der U20-Junioren-Leistungsstufe bei internationalen Wettbewerben. Sie wurde 2004, 2010, 2013, 2017, 2021, 2024 und 2025 Weltmeister ihrer Altersklasse.

## Geschichte

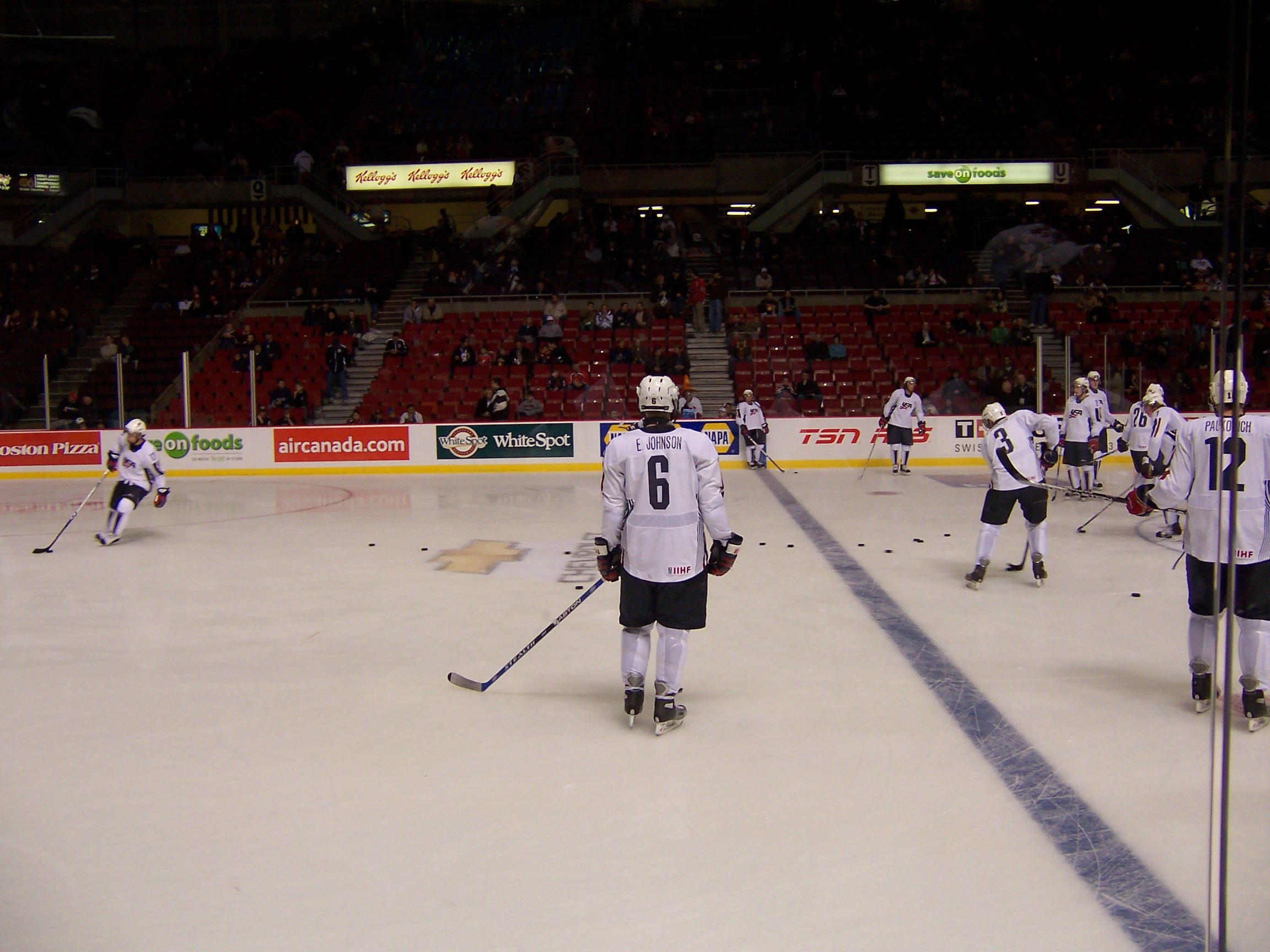
Die US-Boys bei der U20-WM 2006

Die US-amerikanische U20-Eishockeynationalmannschaft wurde 1974 anlässlich der ersten inoffiziellen Austragung einer Junioren-Weltmeisterschaft gegründet. Bis einschließlich 1998 deckte die U20-Nationalmannschaft den kompletten Juniorenbereich bei den Weltmeisterschaften ab. Seit der Einführung der U18-Weltmeisterschaften 1999 vertritt die U20-Nationalmannschaft der USA bei Weltmeisterschaften ausschließlich die Leistungsstufe der U20-Junioren. 
Die US-amerikanische U20-Nationalmannschaft gehört zu den stärksten der Welt und liegt im ewigen Medaillenspiegel im Anschluss an die U20-WM 2018 auf Rang vier mit drei Weltmeistertiteln, einer Silber- und sechs Bronzemedaillen. Zunächst konnten die US-Amerikaner jedoch lediglich Plätze im Mittelfeld erringen. Die erste Bronzemedaille wurde 1986 und der erste Vizeweltmeistertitel gar erst 1997 errungen. Bei ihrer 30. WM-Teilnahme (1976 verzichteten die US-Boys auf das Turnier in Finnland) 2004 gelang dann endlich der erste Titelgewinn, dem weitere Erfolge 2010, 2013, 2017 und 2021 folgten. 2024 und 2025 konnte der Titel erstmals zweimal in Folge gewonnen werden.

## WM-Platzierungen
- 1974 – 5. Platz
- 1975 – 6. Platz
- 1976 – nicht teilgenommen
- 1977 – 7. Platz
- 1978 – 5. Platz
- 1979 – 6. Platz
- 1980 – 7. Platz
- 1981 – 6. Platz
- 1982 – 6. Platz
- 1983 – 5. Platz
- 1984 – 6. Platz
- 1985 – 6. Platz
- 1986 – Bronzemedaille
- 1987 – 4. Platz
- 1988 – 6. Platz
- 1989 – 5. Platz
- 1990 – 7. Platz
- 1991 – 4. Platz
- 1992 – Bronzemedaille
- 1993 – 4. Platz
- 1994 – 6. Platz
- 1995 – 5. Platz
- 1996 – 5. Platz
- 1997 – Silbermedaille
- 1998 – 5. Platz
- 1999 – 8. Platz
- 2000 – 4. Platz
- 2001 – 5. Platz
- 2002 – 5. Platz
- 2003 – 4. Platz
- 2004 – Goldmedaille
- 2005 – 4. Platz
- 2006 – 4. Platz
- 2007 – Bronzemedaille
- 2008 – 4. Platz
- 2009 – 5. Platz
- 2010 – Goldmedaille
- 2011 – Bronzemedaille
- 2012 – 7. Platz
- 2013 – Goldmedaille
- 2014 – 5. Platz
- 2015 – 5. Platz
- 2016 – Bronzemedaille
- 2017 – Goldmedaille
- 2018 – Bronzemedaille
- 2019 – Silbermedaille
- 2020 – 6. Platz
- 2021 – Goldmedaille
- 2022 – 5. Platz
- 2023 – Bronzemedaille
- 2024 – Goldmedaille
- 2025 – Goldmedaille

### Kader der Weltmeisterteams
| Weltmeister 2004 | David Booth, Matthew Carle, Jake Dowell, Patrick Eaves, Dan Fritsche, Matt Hunwick, Ryan Kesler, Jeff Likens, Al Montoya, Greg Moore, Brady Murray, Patrick O’Sullivan, Zach Parise, Corey Potter, Danny Richmond, Drew Stafford, Brett Sterling, Mark Stuart (C), Ryan Suter, Dominic Vicari, Stephen Werner, James Wisniewski Trainer: Mike Eaves |

| Weltmeister 2010 | Ryan Bourque, Jack Campbell, John Carlson, Jerry D’Amigo, Matt Donovan, Cam Fowler, Jake Gardiner, A. J. Jenks, Tyler Johnson, Chris Kreider, Danny Kristo, Brian Lashoff, Mike Lee, Philip McRae, Jeremy Morin, John Ramage, Kyle Palmieri, Jordan Schroeder, Derek Stepan (C), Luke Walker, David Warsofsky, Jason Zucker Trainer: Dean Blais |

| Weltmeister 2013 | Riley Barber, Cole Bardreau, Tyler Biggs, Alex Galchenyuk, Johnny Gaudreau, John Gibson, Jon Gillies, Shayne Gostisbehere, Rocco Grimaldi, Ryan Hartman, Seth Jones, Sean Kuraly, Mario Lucia, Jake McCabe (C), J. T. Miller, Connor Murphy, Blake Pietila, Mike Reilly, Patrick Sieloff, Garret Sparks, Jacob Trouba, Vincent Trocheck, Jimmy Vesey Trainerstab: Phil Housley, Mark Osiecki |

| Weltmeister 2017 | Jack Ahcan, Joey Anderson, Kieffer Bellows, Jeremy Bracco, Joseph Cecconi, Casey Fitzgerald, Erik Foley, Adam Fox, Jordan Greenway, Patrick Harper, Caleb Jones, Clayton Keller, Luke Kunin (C), Tanner Laczynski, Ryan Lindgren, Charlie McAvoy, Jake Oettinger, Tyler Parsons, Jack Roslovic, Troy Terry, Tage Thompson, Colin White, Joseph Woll Cheftrainer: Bob Motzko |

| Weltmeister 2021 | Matty Beniers, Brett Berard, Matthew Boldy, Bobby Brink, Brendan Brisson, Cole Caufield, Sam Colangelo, Brock Faber, John Farinacci, Drew Helleson, Ryan Johnson, Arthur Kaliyev, Tyler Kleven, Spencer Knight, Jackson LaCombe, Patrick Moynihan, Jake Sanderson, Hunter Skinner, Landon Slaggert, Logan Stein, Henry Thrun, Alex Turcotte, Dustin Wolf, Cam York (C), Trevor Zegras Cheftrainer: Nate Leaman |

| Weltmeister 2024 USA | Trey Augustine, Zeev Buium, Gavin Brindley, Seamus Casey, Ryan Chesley, Quinn Finley, Drew Fortescue, Jacob Fowler, Cutter Gauthier, Gavin Hayes, Sam Hillebrandt, Isaac Howard, Lane Hutson, Ryan Leonard, Rutger McGroarty (C), Oliver Moore, Frank Nazar, Danny Nelson, Gabriel Perreault, Eric Pohlkamp, Sam Rinzel, Will Smith, Jimmy Snuggerud Cheftrainer: David Carle |

| Weltmeister 2025 USA | Trey Augustine, Zeev Buium, Austin Burnevik, Trevor Connelly, Cole Eiserman, Paul Fischer, Drew Fortescue, James Hagens, Logan Hensler, Sam Hillebrandt, Cole Hutson, Adam Kleber, Ryan Leonard (C), Aram Minnetian, Oliver Moore, Danny Nelson, Gabriel Perreault, Max Plante, Colin Ralph, Hampton Slukynsky, Teddy Stiga, Brandon Svoboda, Carey Terrance, Joey Willis, Brodie Ziemer Cheftrainer: David Carle |